# 55276 Кенлернер
55276 Кенлернер (55276 Kenlarner) — астероїд головного поясу, відкритий 16 вересня 2001 року.
Тіссеранів параметр щодо Юпітера — 3,494.